# Tetrahymena thermophila
Tetrahymena thermophila er frit-levende mikrober som er en ciliat protozo, som også kan skifte mellem levemåderne kommensal og patogen. Tetrahymena thermophila er almindelig i ferskvandsdamme og er 30-60 mikrometer stor.

## En modelorganisme i eksperimentalbiologi
Som en ciliat protozo udviser Tetrahymena thermophila kernedimorfisme: To typer af cellekerner. Tetrahymena thermophila har samtidigt en større somatisk makrokerne og en mindre kimbane mikrokerne (til sex) i hver celle og kernerne udfører forskellige funktioner med distinkte cytologiske og biologiske egenskaber. Denne unikke alsidighed tillader videnskabsfolk til at anvende Tetrahymena thermophila til at identificere adskillige vigtige faktorer vedrørende genekspression og genomintegritet. Herudover har Tetrahymena thermophila hundreder af cilier og har komplicerede mikrotubulistrukturer, hvilken gør Tetrahymena thermophila til den optimale model til at illustrere diversitet og mikrotubulisystems funktioner.
Tetrahymena thermophila eksisterer i syv forskellige køn, som kan reproducere i 21 forskellige kombinationer - og en enkelt Tetrahymena thermophila kan ikke reproducere sig seksuelt med sig selv. Hvert individ "beslutter" hvilket køn den vil blive under parring via en stokastisk proces.